# Walden (Kolorado)
Walden – miasto w Stanach Zjednoczonych, w stanie Kolorado, siedziba administracyjna hrabstwa Jackson.